# Hans-Joachim Krieger
Hans-Joachim „Jochen“ Krieger (* 1. Februar 1914 in Charlottenburg; † 21. Juni 1944) war ein deutscher SS-Funktionär. Er war ein enger Mitarbeiter von Reinhard Heydrich in der Frühphase des Sicherheitsdienstes der SS (SD).

## Leben
Krieger wurde als Sohn des Leutnants Erhard Hilmar Krieger (* 11. Juli 1885 in Irmlau bei Mitau, Kurland; † 29. Juni 1932 in Kolberg) und seiner Frau Martha, geb. Rinow, geboren. Im Ersten Weltkrieg erreichte der Vater den Rang eines Hauptmanns.
Von 1920 bis 1923 wurde Krieger privat unterrichtet. Von 1923 bis 1932 besuchte er dann das Kolberger Realgymnasium, das er mit der Reifeprüfung am 1. März 1932 abschloss. Anschließend studierte er vom Sommersemester 1932 bis zum Wintersemester 1935/1936 Rechts- und Staatswissenschaften in München (vier Semester) und in Berlin (drei Semester).
Da Kriegers Vaters sich in der völkischen Bewegung und seit Ende der 1920er Jahre in der NSDAP betätigte, wurde Krieger zum 1. März 1929 in die Hitler-Jugend (HJ) in Kolberg gegeben, der er bis 9. November 1931 angehörte. Zum 9. November 1931 wurde er in die SS überwiesen (SS-Nummer 31.090). In dieser gehörte er vorläufig dem Sturm 1/I/39 an. Der NSDAP trat er zum 1. Juni 1932 bei (Mitgliedsnummer 974.606).
Über seinen Vater, der ab 1930 eine führende Stellung in der SS einnahm (er war seit 1931 Führer der 39. SS-Standarte), kam Krieger 1932 in Kontakt mit dem Chef des Sicherheitsdienstes (SD), des Nachrichtendienstes der SS, Reinhard Heydrich: Krieger senior lernte Heydrich bei einer SS-Führerbesprechung kennen und bat ihn, seinen Sohn, der zu dieser Zeit das Elternhaus verließ und zum Studium nach München umzog – wo sich das erste Büro des von Heydrich geleiteten Sicherheitsdienstes der SS befand – in seine Obhut zu nehmen. Nachdem er im Juli 1932 in den Münchener SS-Sturm 3/I/1 gewechselt war, wurde er zum 1. November 1932 in den SD übernommen.
In der Folge kümmerte sich Heydrich um den jüngeren Krieger und machte ihn zu einem seiner ersten Mitarbeiter im SD, in dem er von 1932 bis 1933 als Assistent Heydrichs im SD-Zentralbüro in München tätig war.
Am 12. Dezember 1935 bestand Krieger vor dem Kammergericht in Berlin die 1. Juristische Staatsprüfung (Referendarexamen). Zum 1. März 1936 wurde er zum Gerichtsreferendar ernannt. Nachdem er im selben Jahr vom Justizdienst in die innere Verwaltung bei der Regierung in Stettin gewechselt war, wurde er auf Antrag der Stettiner Regierung zum 6. Oktober 1936 zum Regierungsreferendar ernannt.
Vom 10. Oktober 1936 bis zum 24. Oktober 1938 gehörte Krieger dem 14. Infanterieregiment Nr. 4 der Wehrmacht in Kolberg an, aus dem er als Feldwebel der Reserve ausschied. In der Folgezeit setzte er seine Beamtenausbildung beim Landratsamt in Bergen auf Rügen fort. Nebenbei führte er auf Rügen die Blockstelle der Außenstelle Stralsund des SD-Oberabschnitts Nord.
Vom 15. Mai bis 11. Juni 1939 absolvierte Krieger eine militärische Übung und war dann vom 26. August 1939 bis 13. Oktober 1940 erneut bei der Wehrmacht. Während der Anfangszeit des Zweiten Weltkrieges nahm er am Überfall auf Polen und am Westfeldzug teil. Anschließend wurde er auf Antrag des Regierungspräsidenten in Stettin vom 1. Dezember 1940 bis zum 31. März 1941 vom Militär beurlaubt, um seine Ausbildung als Regierungsreferendar für die innere Verwaltung fortzusetzen.
Mit Wirkung vom 1. Mai 1941 wurde Krieger zum Regierungspräsidenten nach Liegnitz versetzt. Nach der Ablegung des Assessorexamens, das er am 22. September 1941 mit dem Prädikat "lobenswert" bestand, wurde er als Regierungsassessor zum Oberpräsidium in Breslau versetzt. Dort fungierte er bis 1943 als persönlicher Referent des Gauleiters und Oberpräsidenten von Niederschlesien, Karl Hanke. Nebenbei unterstützte er ehrenamtlich die Arbeit des SD-Leitabschnitts in Breslau. Während seiner Zeit in Breslau wurde er außerdem mit Wirkung zum 1. August 1942 zum Regierungsrat ernannt. Im September 1943 wurde Krieger vertretungsweise mit der Leitung des Landratsamtes in Glogau beauftragt.
1944 erreichte Krieger in der SS den Rang eines Sturmbannführers. In seiner Beurteilung aus dieser Zeit hieß es, dass er ein "alter bewährter Nationalsozialist" sei und "bereits seit der Machtübernahme sehr aktiv für den SD" arbeite.
Im Mai 1944 wurde Krieger zum Kriegsdienst bei der Waffen-SS eingezogen.

## Familie
Krieger heiratete am 23. Dezember 1939 mit Genehmigung des Rasse- und Siedlungshauptamtes der SS Herta Lina Kuntz (* 25. September 1919 in Höchst am Main). Aus der Ehe gingen ein Sohn (* 1941) und eine Tochter (* 1944) hervor.

## Beförderungen
- 5.  Oktober 1933: SS-Unterscharführer
- 9.  November 1933: SS-Scharführer
- 15. Februar 1934: SS-Oberscharführer
- 9.  November 1934: SS-Hauptscharführer
- 9.  November 1936: SS-Untersturmführer
- 20. April 1939: SS-Obersturmführer
- 20. April 1942: SS-Hauptsturmführer
- 21. Juni 1944: SS-Sturmbannführer

## Nachlass
Im Bundesarchiv befinden sich Personalunterlagen zu Krieger: Im Bestand des ehemaligen BDC befinden sich eine RS-Akte (Mikrofilm D 294, Bilder 2129–2310) und eine SSO-Akte zu ihm. Zudem existiert eine SSO-Akte zu seinem Vater (ebd., Bilder 806–827).

## Schriften
- Partei und Gemeinde. Nach der Deutschen Gemeindeordnung vom 30. Januar 1935, Kolberg 1936. (Dissertation)